# Mixotrofismo
Mixotrofismo ou mixotrofia, em biologia, é a qualidade do ser vivo com características autótrofas e heterótrofas. Ou seja, é capaz de produzir seu próprio alimento a partir da fixação de dióxido de carbono (através de fotossíntese ou quimiossíntese), mas pode também alimentar-se de outros compostos inorgânicos ou orgânicos. Mixotróficos podem ser tanto eucariotas quanto procariotas.
As algas, como as Euglenófitas (Euglenophyta), e protozoários são exemplos de seres mixotróficos.
As plantas carnívoras, por poderem tanto fixar o dióxido de carbono quanto absorver nutrientes inorgânicos e orgânicos de suas presas capturadas, também podem ser consideradas mixotróficas.